# Kostel svatého Prokopa a svaté Barbory
Řeckokatolický kostel svatého Prokopa a Barbory v Kunčicích pod Ondřejníkem je typická karpatská dřevěná sakrální stavba, tzv. cerekev. Kostel je bojkovského typu, i když leží za hranicemi Bojkovštiny. Bojkovský typ se vyznačuje jehlancovitou odstupňovanou střechou, zakončenou báněmi, které jsou spíš typické pro kostely lemkovského typu. Do Kunčic byl přivezen roku 1931, podobné kostelíky byly dovezeny také do Kinského sadů v Praze, Nové Paky, Blanska, Hradce Králové, či Dobříkova. Okolo hřbitova se nachází urnový háj založený roku 1963.

## Historie
Kostelík byl postaven ve vsi Hliňance u Čynadijova v okrese Svalava na přelomu 17. a 18. století. Jinak o jeho osudech v původním místě nemáme bližších zpráv. V období první republiky přestal obyvatelům Hliňanců prostorově vyhovovat a začal rychle chátrat, hlavně po stavbě nového zděného kostela. Hrozilo, že stavba, podobně jako mnoho jiných v tomto kraji, zanikne. Farníci z chudé obce proto uvítali, když Ing. Eduard Šebela jako předseda Okrašlovacího spolku jim r. 1928 nabídl odkup kostela. Roku 1931 firma Ing. Vojáčka kostel v Hliňancích rozebrala, po železnici nechala převézt do Kunčic pod Ondřejníkem a zde na návrší zvaném Na Humenci znovu postaven. Střecha musela být zhotovena znova a věž kostela se nedochovala vůbec, takže byla postavena nová, podle jiných dochovaných kostelů bojkovského typu. Kostel byl znovu zasvěcen patronům horníků sv. Prokopu a Barboře v neděli 23. srpna 1931 biskupem Msgre. Janem Stavělem, jenž také odsloužil první mši.
Dřevěný kostel udržovali místní fara při kostele sv. Maří Magdalény v Kunčicích. Každý sedmý rok byl napuštěn Karbolineem ale přesto se na přelomu 70. a 80. let ocitl v havarijním stavu. Oprava v roce 1983 byla tím náročnější, že kostel není postaven z obvyklých trámů z jehličnatého dřeva, ale z trámů dubových. Oprava započala za P. Josefa Trlíka, ovšem bez státního souhlasu, a tak byl P. Trlík přeložen do Kyjovic v okrese Opava. Nový farář P. Vincenc Svák s velkými obtížemi pokračoval v opravách, avšak za pomocí místních řemeslníků byl kostel za obdivuhodně nízké náklady zachráněn.
V roce 1994 byl kostel v Kunčicích vykraden. Byl odcizen velký kříž s ukřižovaným Kristem a obraz sv. Prokopa a Barbory z roku 1893, který předtím visel v cechovně Jámy Šalamoun v Moravské Ostravě. Na přelomu roku 2009/2010 byla provedena oprava pláště střechy.